# Смирнов, Иван Фёдорович (Герой Советского Союза)
Иван Фёдорович Смирнов (1918—1943) — сержант Рабоче-крестьянской Красной Армии, участник Великой Отечественной войны, Герой Советского Союза (1944).

## Биография
Иван Смирнов родился 19 октября 1919 года в деревне Средняя (ныне — Подпорожский район Ленинградской области). После окончания начальной школы работал в колхозе. В 1939 году Смирнов был призван на службу в Рабоче-крестьянскую Красную Армию. С апреля 1942 года — на фронтах Великой Отечественной войны.
К осени 1943 года сержант Иван Смирнов командовал огневым взводом 130-го отдельного истребительно-противотанкового дивизиона 254-й стрелковой дивизии 52-й армии 2-го Украинского фронта. Отличился во время освобождения Черкасской области Украинской ССР. Смирнов два раза переправлялся через Днепр в районе села Крещатик Черкасского района, активно участвовал в боях за захват и удержание плацдарма на его западном берегу, лично уничтожил 3 танка, 7 огневых точек и около двух взводов пехоты противника. 14 ноября 1943 года во время боёв за село Свидовок Смирнов сам встал к одному из орудий и, ведя из него огонь, подбил 2 немецких танка. 22 ноября 1943 года взвод Смирнов в числе первых ворвался на окраину Черкасс и уничтожил 4 вражеских тягача. Противник предпринял танковую контратаку, однако взвод, несмотря на выведение из строя всех орудий, удержал свои позиции, уничтожив 5 танков и большое количество солдат и офицеров противника. 18 декабря 1943 года Смирнов погиб в бою. Похоронен в братской могиле в селе Степанки Черкасского района Черкасской области Украины.
Указом Президиума Верховного Совета СССР «О присвоении звания Героя Советского Союза генералам, офицерскому, сержантскому и рядовому составу Красной Армии» от 22 февраля 1944 года за «образцовое выполнение боевых заданий командования при форсировании реки Днепр, развитие боевых успехов на правом берегу реки и проявленные при этом отвагу и геройство» с вручением ордена Ленина и медали «Золотая Звезда» посмертно удостоен высокого звания Героя Советского Союза. Также посмертно был награждён орденом Ленина.
В честь Смирнова названа улица и установлен бюст в Подпорожье, установлен памятник в его родной деревне.